# 土金信彦
土金 信彦（つちかね のぶひこ、1955年4月26日 - ）は、日本の実業家。株式会社東武ストア代表取締役社長。

## 人物・経歴
埼玉県出身。1979年中央大学商学部卒業、東武ストア入社。2001年日配食品部長。2003年惣菜部長。2009年取締役商品本部長に昇格。2012年常務取締役商品本部長。2016年専務取締役営業本部管掌兼商品本部長。2017年取締役専務執行役員商品本部長。2018年取締役副社長執行役員営業統括。2019年代表取締役社長。